# Holliday Grainger

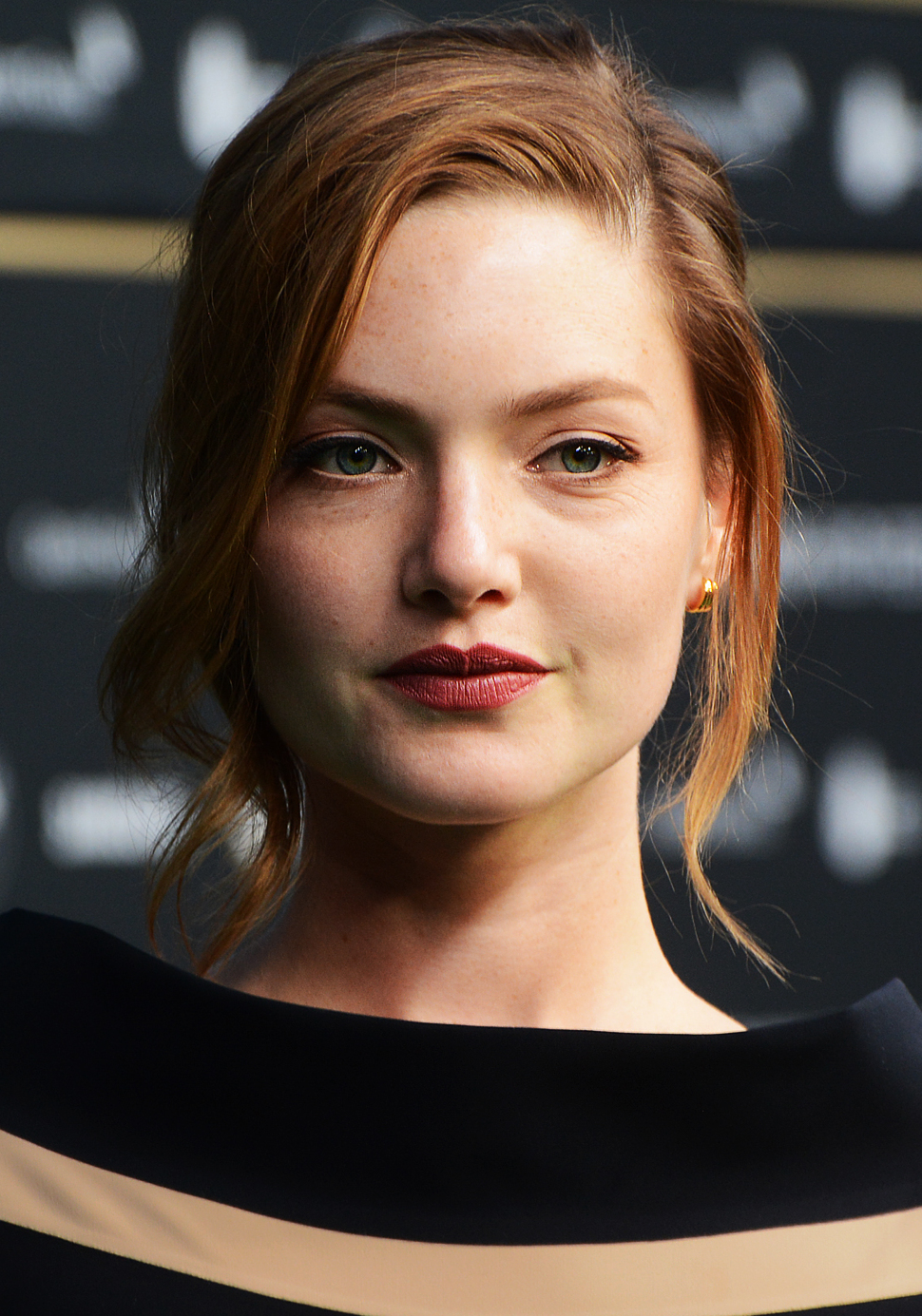
Holliday Grainger (2018)

Holliday Clark Grainger, auch bekannt als Holly Grainger (* 27. März 1988 in Didsbury, Manchester), ist eine britische Schauspielerin.

## Leben und Karriere
Grainger besuchte das „Parrs Wood Technology College“, wo sie 2006 ihren Abschluss machte. Sie war außerdem Schülerin der „Madeley School Of Dance“. 2007 begann sie ein Studium an der Universität von Leeds und beendete dieses mit einem Abschluss in Englischer Literatur.
Grainger begann ihre Schauspielkarriere 1994 mit einer Gastrolle in vier Folgen der Fernsehserie All Quiet on the Preston Front. In den folgenden Jahren war sie in zahlreichen britischen Serien und Filmen zu sehen. Ihr Filmdebüt gab sie im Jahr 2000 in der Filmkomödie Daddy Fox. Sie hatte unter anderem eine Gastrolle in zwei Folgen der Serie Doctors (2001 und 2005) und spielte eine wiederkehrende Rolle in Where the Heart Is (2003–2005). 2007 spielte sie die Rolle der Charlotte in dem Fernsehfilm Das Handbuch für Rabenmütter nach dem Bestseller von Kate Long, worin sie eine siebzehnjährige Schwangere spielt. 2008 war sie in den Serien Waking the Dead – Im Auftrag der Toten und Merlin – Die neuen Abenteuer zu sehen.
In den letzten Jahren stand Grainger auch vermehrt für Kinoproduktionen vor der Kamera. Ihre erste Kinohauptrolle spielte sie 2009 in Awaydays. Im Mai 2010 wurde sie von der Zeitschrift Nylon zu einem der „55 Gesichter der Zukunft“ gewählt. 2011 war sie an der Seite von Mia Wasikowska in der Literaturverfilmung Jane Eyre zu sehen. 2012 spielte sie in einer weiteren Romanverfilmung – dem Drama Bel Ami – neben Uma Thurman und Robert Pattinson, mit dem sie bereits für Das Handbuch für Rabenmütter gemeinsam vor der Kamera stand. Den Film präsentierte sie auch im Rahmen der Berlinale 2012.
Größere Bekanntheit erlangte Grainger durch die Rolle der Lucrezia Borgia in der Serie Die Borgias – Sex. Macht. Mord. Amen., die von 2011 bis 2013 in drei Staffeln ausgestrahlt wurde. Für die Rolle wurde sie beim Fernsehfestival Monte Carlo 2011 für eine Goldene Nymphe nominiert. 2012 spielte sie eine Nebenrolle in der Neuverfilmung des Romanes Anna Karenina und die Rolle der Estella in Große Erwartungen, einer weiteren Neuverfilmung einer literarischen Vorlage. 2017 verkörperte sie die Maria in der Literaturverfilmung Tulpenfieber.
Im Mai 2021 wurden sie und ihr Partner, der Schauspieler Harry Treadaway, Eltern von Zwillingen.

## Filmografie (Auswahl)

### Filme
- 1997: The Missing Postman (Fernsehfilm)
- 2000: Daddy Fox (Fernsehfilm)
- 2002: Sparkhouse (Fernsehfilm)
- 2003: Tattoo Mum – Eine magische Mutter (The Illustrated Mum, Fernsehfilm)
- 2005: Magnificent 7 (Fernsehfilm)
- 2007: Das Handbuch für Rabenmütter (The Bad Mother's Handbook, Fernsehfilm)
- 2008: Dis/Connected (Fernsehfilm)
- 2009: Awaydays
- 2009: The Scouting Book for Boys
- 2010: Colette (Kurzfilm)
- 2011: Jane Eyre
- 2012: Rachael (Kurzfilm)
- 2012: Bel Ami
- 2012: Anna Karenina
- 2012: Große Erwartungen (Great Expectations)
- 2014: The Riot Club
- 2015: Cinderella
- 2015: Lady Chatterley's Lover (Fernsehfilm)
- 2016: The Finest Hours
- 2016: Home (Kurzfilm)
- 2017: Tulpenfieber (Tulip Fever)
- 2017: Meine Cousine Rachel (My Cousin Rachel)
- 2017: Robot & Scarecrow (Kurzfilm)
- 2018: Der Honiggarten – Das Geheimnis der Bienen (Tell It to the Bees)
- 2019: Animals
- 2025: Mickey 17

### Serien
- 1994: All Quiet on the Preston Front (4 Folgen)
- 1998–2000: Roger and the Rottentrolls (2 Folgen)
- 2000: Comin' Atcha! (eine Folge)
- 2000: Casualty (eine Folge)
- 2001: Dalziel and Pascoe (eine Folge)
- 2001–2005: Doctors (2 Folgen)
- 2003: The Royal (Folge)
- 2003–2005: Where the Heart Is (18 Folgen)
- 2005: No Angels (eine Folge)
- 2006: Johnny and the Bomb (TV-Miniserie)
- 2006: New Street Law (eine Folge)
- 2007: Waterloo Road (4 Folgen)
- 2008: M.I.High (eine Folge)
- 2008: The Royal Today (eine Folge)
- 2008: Fairy Tales (eine Folge)
- 2008: Waking the Dead – Im Auftrag der Toten (Waking the Dead, 2 Folgen)
- 2008: Merlin – Die neuen Abenteuer (Merlin, eine Folge)
- 2009: Demons (6 Folgen)
- 2009: Robin Hood (eine Folge)
- 2009: Blue Murder (eine Folge)
- 2010: Above Suspicion 2: The Red Dahlia (TV-Miniserie, 3 Folgen)
- 2010: Five Daughters (2 Folgen)
- 2010: Any Human Heart – Eines Menschen Herz (Any Human Heart, TV-Miniserie, 2 Folgen)
- 2011–2013: Die Borgias (The Borgias, 29 Folgen)
- 2013: Bonnie & Clyde (TV-Miniserie, 2 Folgen)
- seit 2017: Strike
- 2017: Philip K. Dick’s Electric Dreams (Folge 1x01)
- 2018: Patrick Melrose (2 Folgen)
- seit 2019: The Capture
- 2025: The Stolen Girl (5 Folgen)

### Theater
- 2009: Dimetos
- 2013: Dissociation
- 2014: Three Sisters